# Makefu
Makefu – miejscowość w Niue (terytorium stowarzyszone z Nową Zelandią). Według danych ze spisu ludności w 2011 roku liczyła 54 mieszkańców – 25 kobiet i 29 mężczyzn. Dziewiąta co do wielkości miejscowość kraju.